# Stadtsparkasse Bocholt
Die Stadtsparkasse Bocholt ist eine öffentlich-rechtliche Sparkasse mit Sitz in Bocholt in Nordrhein-Westfalen.

## Organisationsstruktur
Die Stadtsparkasse Bocholt ist eine Anstalt des öffentlichen Rechts. Rechtsgrundlagen sind das Sparkassengesetz Nordrhein-Westfalen und die durch den Verwaltungsrat der Sparkasse erlassene Satzung. Organe der Sparkasse sind der Vorstand, der Kreditausschuss und der Verwaltungsrat.
Die Marktbereiche sind aufgeteilt in für Privatkunden und in für die Firmen- und Unternehmenskundenbetreuung zuständige Stellen. 

## Geschäftsausrichtung und Geschäftserfolg
Die Stadtsparkasse Bocholt wies im Geschäftsjahr 2023 eine Bilanzsumme von 1,484 Mrd. Euro aus und verfügte über Kundeneinlagen von 1,136 Mrd. Euro. Gemäß der Sparkassenrangliste 2023 liegt sie nach Bilanzsumme auf Rang 285. Sie unterhält 14 Filialen/Selbstbedienungsstandorte und beschäftigt 197 Mitarbeiter. 
Im Verbundgeschäft arbeitet die Stadtsparkasse mit der Landesbausparkasse (LBS) und der Westfälischen Provinzial Versicherung zusammen. Weitere Gesellschaften und Institutionen sind die SSK-Beteiligungsgesellschaft mbH, der Stiftung der Stadtsparkasse Bocholt zur Förderung von Wissenschaft, Kultur und Umweltschutz, die Stiftung Bocholter Handwerksmuseum Dues-Stadtsparkasse und auch eine Beteiligung am Coworking-Space "Etage 3".

## Geschichte
Die Stadtsparkasse Bocholt wurde am 5. August 1841 eröffnet, wobei nicht dokumentiert ist, warum erst zwölf Jahre nach der Gründung, im Jahr 1853, von den Bürgern die ersten 70 Taler Einlagen auf fünf Sparbüchern angelegt wurden. Danach jedoch wurde die Sparkasse von den Bürgern angenommen und acht Jahre später, im Jahr 1861, konnte sie bereits einen Einlagenbestand von 17.120 Talern aufweisen.
Im Jahr 1897 wurden die Geschäftsräume in der Nordstraße 48 angemietet. Ihr erstes eigenes Gebäude bezog die Sparkasse 1901 am damaligen Neuplatz (heute Benölkenplatz).
Die Einführung des Scheckverkehrs im Jahr 1911 brachte der Sparkasse eine große Zahl neuer Kunden aus dem örtlichen Mittelstand und einen raschen Zuwachs der Geschäftsvorfälle, so dass im Jahr 1920 die Hauptstelle erweitert werden musste. Nach dem Zweiten Weltkrieg reichten auch diese Räumlichkeiten nicht mehr, und es kam zur Errichtung eines Neubaus am Markt 8, den die Sparkasse 1954 bezogen hat. Am 1. Juli 1983 wurde ein Erweiterungsbau am Markt begonnen, der am 22. Oktober 1985 offiziell übergeben wurde. Am 26. April 2021 eröffnete die Stadtsparkasse ihre neue Hauptstelle am Neutorplatz 1. 
An der Bankleitzahl 428 500 35 ist erkennbar, dass es sich um einen Bankplatz handelte.

## Entwicklung
Aus Anlass des 150-jährigen Bestehens der Stadtsparkasse Bocholt wurde die Stiftung der Stadtsparkasse mit einem Stiftungskapital von 1,53 Mio. Euro gegründet. Sie verfolgt ausschließlich und unmittelbar gemeinnützige Zwecke im Bereich der Förderung von Wissenschaft, Kultur und Umweltschutz in Bocholt.
Im Jahr 1996 wurde auf Initiative der Stadtsparkasse die Stadtmarketing-Gesellschaft Bocholt ins Leben gerufen, dessen zweitgrößter Gesellschafter, hinter der Stadt Bocholt, die Stadtsparkasse ist.
Ebenfalls im Jahr 1996 kam es zur Einführung und Vergabe des Preises „Unternehmen/r des Jahres“. Dieser von der Stadtsparkasse Bocholt initiierte und bis dato in zweijährigem Rhythmus vergebene Preis hat u. a. das Ziel, erfolgreiche Unternehmer mit Sitz des Unternehmens in Bocholt für ihr unternehmerisches Engagement zu würdigen.